# Défis extrêmes : Superstars
 (août 2024).
- Si vous ne connaissez pas le sujet, laissez ce bandeau (vous pouvez alors contacter les auteurs).
- Si vous supprimez le contenu mis en cause (vous pouvez préalablement contacter les auteurs),

argumentez précisément cette suppression dans la page de discussion
(un manque de référence n'est pas un argument ; une recherche réelle de référence doit avoir été effectuée, être formellement documentée).
 (août 2024).
Chronologie
Le retour à l'île L'île de Pahkitew
Les Étoiles des Défis extrêmes (Total Drama All Stars) ou Défis extrêmes : Superstars en France est la 1re partie de la cinquième saison de la série télévisée d'animation canadienne Défis extrêmes. Au Canada du 9 janvier 2014 sur Teletoon.
En France, elle est diffusée depuis le 1er avril 2014 sur Canal+. Le série a ensuite été créée sur la version française de Cartoon Network à partir de 11 janvier 2015 à 5 mars 2015. La version Française Européenne sur Cartoon Network de lá série utilisé l'audio de la version français canadienne.
La version française canadienne et la version française de Cartoon Network partagent les mêmes noms.

## Synopsis
Quatorze vétérans de Défis extrêmes sont de retour au camp Wawanakwa pour disputer une nouvelle série d'épreuves aussi dangereuses que cruelles sous le regard de Louis Mercier et du chef Albert.
Cette saison, héros (les Hamsters Héroïques) sont opposés aux vilains (les Méchants Vautours). Comme d'habitude, à la fin de chaque défi, l'équipe perdante doit éliminer un de ses membres lors de la cérémonie d'élimination. Le ou la candidat(e) éliminé(e) doit emprunter la Toilette (Chasse d'eau) de la honte. Au milieu de la saison, les équipes sont dissoutes et c'est la politique du "chacun pour soi" qui compte désormais. Le gagnant remporte la somme d'un million de dollars.

## Diffusion
| Saison | Épisodes | Pays       | Chaîne                 | Première diffusion                                         | Dernière diffusion                                   |
| ------ | -------- | ---------- | ---------------------- | ---------------------------------------------------------- | ---------------------------------------------------- |
| 5      | 13       | Canada     | Teletoon/Télétoon      | 9 janvier 2014                                             | 27 mars 2014                                         |
| 5      | 13       | États-Unis | Cartoon Network        | 10 septembre 2013                                          | 3 décembre 2013                                      |
| 5      | 13       | France     | Canal+/Cartoon Network | 1er avril 2014 (Canal+)/ 11 janvier 2015 (Cartoon Network) | 17 avril 2014 (Canal+)/5 mars 2015 (Cartoon Network) |

## Personnages
14 des candidats des 4 premières saisons ont été sélectionnés pour participer à cette cinquième saison.
- Alessandro (Alejandro en VO)
- Audrey (Courtney en VO)
- Cameron (Corentin en VF)
- Dutonnerre (Flashman en VF ; Lightning en VO)
- Hugo (Duncan en VO)
- Jo
- Joëlle (Gwen en VO)
- Marilou (Heather en VO)
- Michel (Mickaël en VF ; Mike en VO)
- Sam
- Sarah-Laurie (Sierra en VO)
- Steph (Scott en VO)
- Tania (Lindsay en VO)
- Zoé (Zoey en VO)

Ces candidats sont répartis en 2 équipes : les Hamsters héroïques et les Méchants Vautours (Villains Vautours en VF).
Dans l'épisode 3, Hugo et Audrey changent d'équipes, Hugo passe chez les Hamsters et Audrey chez les Vautours. Dans l'épisode 5, Cameron passe chez les Vautours.
| Équipe les Méchants Vautours - Alessandro - Dutonnerre - Hugo (Jusqu'à l'épisode 3) - Jo - Joëlle (contre son plein gré) - Marilou - Steph - Audrey (Depuis l'épisode 4) - Cameron (Depuis l'épisode 6) | Équipe les Hamsters Héroïques - Audrey (Jusqu'à l'épisode 3) - Cameron (Jusqu'à l'épisode 5) - Michel - Sam - Sarah-Laurie - Tania - Zoé - Hugo (Depuis l'épisode 4) |

## Distribution

### Voix originales
- Christian Potenza : Chris McLean
- Clé Bennett : Chef Hatchet
- Drew Nelson : Duncan
- Emilie-Claire Barlow : Gwen
- Cory Doran : Mike
- Emilie-Claire Barlow : Courtney
- Rachel Wilson : Heather
- Barbara Mamabolo : Zoey
- Kevin Duhaney : Cameron
- Alex House : Alejandro
- Brian Froud : Sam
- Annick Obonsawin : Sierra
- Laurie Elliott : Jo
- Tyrone Savage : Lightning
- Stephanie Anne Mills : Lindsay
- James Wallis : Scott

### Voix québécoises
- Antoine Durand : Louis Mercier
- Widemir Normil : Chef Albert
- Benoit Éthier : Hugo
- Geneviève Désilets : Joëlle
- Hugolin Chevrette : Michel
- Julie Burroughs : Audrey
- Viviane Pacal : Marilou
- Catherine Brunet : Zoé
- Olivier Visentin : Cameron
- Guillaume Champoux : Alessandro
- Patrick Chouinard : Sam
- Julie Beauchemin : Sarah-Laurie
- Véronique Marchand : Jo
- Martin Watier : Dutonnerre
- Geneviève Cocke : Tania
- Claude Gagnon : Steph

Source et légende : version québécoise (VQ) sur Doublage.qc.ca

### Voix belges francophones
- Nicolas Matthys : Flashman
- Aurélien Ringelheim : Hugo
- Nathalie Stas : Joëlle
- Laurent Vernin : Louis
- Jean-Michel Vovk : Chef Albert
- Thibault Delmotte : Mickaël
- Prunelle Rulens : Audrey
- Alexandra Corréa : Marilou
- Géraldine Frippat : Zoé
- Alessandro  Bevilacqua : Corentin
- Maxime Donnay : Alejandro
- Pierre Bodson : Sam
- Marielle Ostrowski : Sarah-Laurie
- France Bastoen : Jo
- Véronique Fyon :Tania
- Steve Driesen :Scott

Source : 

## Épisodes et classement
| № | #  | Titre                                                  | Réalisation                     | Scénario | Diffusion américaine | Diffusion canadienne | Diffusion française | Code de prod. | Audience |
| --- | -- | ------------------------------------------------------ | ------------------------------- | -------- | -------------------- | -------------------- | ------------------- | ------------- | -------- |
| 92 | 1  | Héros contre vilains Heroes vs. Villains               | Alex Ganetakos                  |          | 10 septembre 2013,   | 9 janvier 2014       | 1er avril 2014      | 501           | 2.11     |
| En prison, le Chef Albert vient rendre pour la première fois à Louis Mercier depuis 1 an, en lui annonçant une cinquième saison, de retour sur le Camp Wawanakwa il accueille treize candidats (sept de Défis extrêmes : Retour à l'île : Michel, Cameron, Zoé, Dutonnerre, Jo, Steph et Sam, et six de Défis extrêmes : La Tournée mondiale : Marilou, Sarah-Laurie, Joëlle, Audrey, Hugo et Tania), Alessandro les rejoindra un peu plus tard, deux équipes sont formées, Les Gentils et Les Méchants. Le défi est annoncé aux candidats sous la règle suivante : il va falloir trouver la bonne clé pour avoir accès à l'hôtel, l'équipe qui parvient à ouvrir la porte en premier remporte l'immunité, l'équipe perdante quant à elle, devra voter contre quelqu'un et celui-ci sera éliminé par la toilette de la honte, l'équipe commence à chercher, mais au milieu de l'épisode, Steph refuse de surmonter sa peur des requins et provoque la chute du robot (où est caché Alessandro, blessé lors de la troisième saison), l'engin explose et Alessandro fait son apparition qui fera partie de l'équipe des Méchants, aidé par Jo avec la clé, il parvient à ouvrir la porte de l'hôtel et fait gagner son équipe, les gentils perdants se rendent à la cérémonie pour voter, et c'est Tania qui est éliminé de l'aventure (elle à même voté contre elle-même)   |    |                                                        |                                 |          |                      |                      |                     |               |          |
| 93 | 2  | Peur maléfique Evil Dread                              | Terry McGurrin (en)             |          | 17 septembre 2013    | 9 janvier 2014       | 2 avril 2014        | 502           | 1.60     |
| Après que Dutonnerre ait été exilé sur l'île de la mort, Louis annonce un nouveau défi, des pièces sont cachés dans le sable avec des surprises, il va falloir reconstituer une statue, durant l'épisode, Steph assomme accidentellement Michel après avoir voulu tricher en volant une de leur pièce, quant à Dutonnerre, il n'a pas aidé son équipe et a causé le retard de son équipe. Il a également agacé tout le monde pour obsession pour ses muscles. |    |                                                        |                                 |          |                      |                      |                     |               |          |
| 94 | 3  | L'Attaque des sangsues Saving Private Leechball        | Alex Ganetakos                  |          | 24 septembre 2013    | 16 janvier 2014      | 3 avril 2014        | 503           | 1.56     |
| Il va falloir jouer au chat et à la souris, les joueurs de chaque équipe disposent de pistolets de sangsues, l'équipe qui parvient à immobiliser tous les joueurs de l'équipe adverse gagne l'immunité, durant le défi, Michel devient dangereux, Jo a dû être éliminé parce qu'elle était trop autoritaire, elle n'a pas réussi à impressionner Marilou, a tiré accidentellement sur Steph, privant ainsi son équipe d'un membre, et a fait perdre le défi aux Vautours après avoir été battue par Zoé, quant à Audrey et Hugo, ils changent d'équipe, et Cameron s'est exilé sur l'île de la mort afin d'éviter Sarah-Laurie. |    |                                                        |                                 |          |                      |                      |                     |               |          |
| 95 | 4  | Bataille de bouffe Food Frigh                          | Laurie Elliott (en)             |          | 1er octobre 2013     | 23 janvier 2014      | 4 avril 2014        | 504           | 1.57     |
| Pour le défi, il va falloir manger des pancakes et franchir un parcours d'obstacle sans vomir ou ils seront éliminés du défi. Alors que l'épreuve commence, Sarah-Laurie vomit après d'avoir mangé des yeux de poisson qu'elle avait pris des myrtilles, l'éliminant du défi, Joëlle vomit également et part sur le banc, Audrey reçoit de la gelée verte partout et hurle, Mal cause le chaos et par sa faute incidente la machine et fait ejecter Audrey sur un arbre, Sam et Alessandro se retrouvent au face-à-face final. Après plusieurs rebondissements, Sam fait remporter l'immunité à son équipe face à Alessandro. Lors de la cérémonie, Louis découvre la supercherie de Sam, qui voulut avoir des provisions de pancakes lorsqu'il reviendrait sur l'île de la mort, mais dès qu'il a été pris, il a fait perdre son équipe, causant la colère de ses coéquipiers qui l'ont éliminé, Steph s'est lui-même exilé sur l'île de la mort pour trouver la statuette d'invincibilité. |    |                                                        |                                 |          |                      |                      |                     |               |          |
| 96 | 5  | Folie lunaire Moon Madness                             | Ed MacDonald                    |          | 8 octobre 2013       | 30 janvier 2014      | 7 avril 2014        | 505           | 1.51     |
| Au cours d'une rare Blue Harvest Moon, toute la faune est affectée, ce qui rend les animaux sauvages dociles et transforme des créatures normalement douces en monstres voraces qui chassent les équipes. La lune amène également Mal à prendre temporairement le contrôle du corps de Michel et à faire des ravages chez ses coéquipiers, ce dont Hugo se méfie. Pendant ce temps, Audrey commence à réchauffer Steph, tandis que Joëlle continue d'essayer de se racheter. Lorsque Hugo exprime son intérêt pour Audrey, Joëlle rompt rapidement avec lui. Cameron se porte volontaire pour l'élimination car il ne supporte plus que Sarah-Laurie le prenne pour Jordy, mais est plutôt transféré à l'autre équipe. |    |                                                        |                                 |          |                      |                      |                     |               |          |
| 97 | 6  | La Chasse aux œufs No Eggspects the Spanish Opposition | Terry McGurrin                  |          | 15 octobre 2013      | 6 février 2014       | 7 avril 2014        | 506           | 1.51     |
| Les concurrents retournent à Boney Island pour récupérer les œufs de tous les mutants qui y ont été laissés après la saison précédente. Alors que Cameron se fait rapidement un nouvel ami dans un autre, Hugo craint que sa nouvelle équipe ne déteigne sur lui. Pendant ce temps, Audrey et Steph se lient, et Michel essaie de se débarrasser de Mal, mais finit par lui donner un contrôle permanent sur son corps. Marilou trouve la statue invincible, mais Alessandro la vole dans un stratagème pour se venger d'elle et l'envoie dans les égouts. Pendant ce temps, Hugo se souvient que Mal était en centre de détention avec lui. |    |                                                        |                                 |          |                      |                      |                     |               |          |
| 98 | 7  | Coups bas Suckers Punched                              | Laurie Elliott                  |          | 22 octobre 2013      | 13 février 2014      | 8 avril 2014        | 507           | 1.51     |
| Pour le défi, chacun des candidats tourneront la roue de l'infortune, et affronteront un adversaire lors d'une boxe, et l'équipe qui finit en tête remporte l'immunité, Alessandro affronte son frère José, révélant que dans sa famille, il est interdit de se frapper au visage, mais cela ne l'empêche pas de mettre une raclée monumentale à son frère après que ce dernier ait insulté Marilou, Steph est opposé face à Rex et perd, Édith opposé face à Mal, qui apparaît dans l'épisode, parvient à ressentir la présence de Michel et à lui parler, mais Maldus devient violent et se bat avec elle, il la met hors-jeu tout en parvenant à gagner un point pour son équipe, Hugo à affronter un oiseau mais abandonne, Sarah-Laurie ayant recueilli deux bébés kangourous, affronte leur mère mais Sarah-Laurie perd, Joëlle est opposée quant à elle à Audrey faisant partie de la même équipe, Louis diffuse l'amour entre Joëlle et Hugo ce qui manipule et met en colère Audrey qui est contraint de se battre avec elle, finalement, l'équipe gagne deux points et gagne l'immunité, A la cérémonie, les Vautours ont eu la possibilité d'éliminer le Hamster de leur choix et ont décidé de sortir Sarah-Laurie parce qu'elle était devenue folle à cause du fait que Jordy ne soit pas présent et que Cameron en avait assez qu'elle le prenne pour Jordy. |    |                                                        |                                 |          |                      |                      |                     |               |          |
| 99 | 8  | Régates explosives You Regatta Be Kidding Me           | Ed MacDonald                    |          | 29 octobre 2013      | 20 février 2014      | 9 avril 2014        | 508           | 1.45     |
| Louis annonce la réunification des équipes et doivent s'affronter sur une course de bateaux, Mal sabote les bateaux de la course dans l'épisode 8, mais sauve à contre-cœur Zoé d'une mort certaine, pour faire croire au reste des candidats qu'il est toujours le vrai Michel, Alessandro qui était pourtant en tête de la course, son bateau tombe en panne à un centimètre de la ligne d'arrivée, aux grands rires du chef et Louis, n'arrivant pas à le faire redémarrer, il s'exécute avec son corps et franchi la ligne d'arrivée en premier, pendant ce temps, le chef lance un bâton de dynamite sur Hugo mais celui-ci l'attrape, il se dirige ensuite vers la maison de Louis et la fait exploser. À la cérémonie du feu de camp, Louis disqualifie Hugo et appelle la police, Hugo est content de retourner en maison de correction mais Louis lui annonce que la maison qu'il a détruite était d'une valeur inestimable et qu'il sera incarcéré dans une véritable prison, de l'autre côté, Mal trafique les votes pour éliminer Cameron, finalement Cameron n'est pas éliminé. |    |                                                        |                                 |          |                      |                      |                     |               |          |
| 100 | 9  | À la recherche de Louis Zeek and Ye Shall Find         | Terry McGurrin                  |          | 5 novembre 2013      | 27 février 2014      | 10 avril 2014       | 508           | 1.19     |
| Louis est kidnappé par Ezekiel pour se venger de tous les malheurs qu'il a subis par sa faute. Les candidats doivent donc aller secourir Louis dans la mine, mais ils sont tous capturés par Ézékiel, Louis se fera sauvé par le Chef, Joëlle et Cameron, A la cérémonie du feu de camp, Joëlle remporte l'immunité et fait exiler Alessandro sur l'île du squelette, Cameron quant à lui a été blessé parce qu'il a voulu distraire Ezékiel pour que Joëlle gagne le défi, mais Ezékiel avait volé le lance-roquettes à spaghetti du chef puis a tiré et a fait tomber le plafond de la grotte sur Cameron. Il a dû quitter le jeu à la suite de ses blessures, Mal, quant à lui, lui révèle sa véritable identité. |    |                                                        |                                 |          |                      |                      |                     |               |          |
| 101 | 10 | Course à obstacle infernale The Obstakill Kourse       | Laurie Elliott                  |          | 12 novembre 2013     | 6 mars 2014          | 11 avril 2014       | 508           | 1.55     |
| Pour ce défi, les candidats vont devoir franchir un parcours d'obstacles alors que quelque invités vont empêcher les candidats d'avancer, de son côté Zoé demande à tout le monde de voter contre Alessandro, à la fin, Mal se sacrifie et fait tomber Alessandro et fait gagner Zoé, par la suite tout le monde vote contre Alessandro qui est alors envoyé dans les égouts cependant si les règles interdisaient la triche, Alessandro aurait été repêché et Mal disqualifié, Joëlle sera envoyé sur l'île du squelette. |    |                                                        |                                 |          |                      |                      |                     |               |          |
| 102 | 11 | Un sundae au goût douteux Sundae Muddy Sundae          | Ed MacDonald                    |          | 19 novembre 2013     | 13 mars 2014         | 14 avril 2014       | 508           | 1.55     |
| Les cinq derniers cherchent les ingrédients pour créer un sundae pour nourrir les stagiaires de Louis. Mal nourrit des informations entre tout le monde et Audrey, ruinant ses relations et la forçant à trouver un moyen de survivre, soit par elle-même, soit par le biais d'une alliance. Zoé essaie de comprendre le sens cryptique des derniers mots d'Alessandro. Audrey semble remporter la victoire, mais une torsion dans les règles la conduit à perdre complètement, au lieu de cela, cela fait de Zoé la gagnante du défi, et finalement Audrey est envoyée dans les égouts. |    |                                                        |                                 |          |                      |                      |                     |               |          |
| 103 | 12 | La Chasse au butin The Bold and the Bootyful           | Alex Ganetakos & Terry McGurrin |          | 26 novembre 2013     | 20 mars 2014         | 17 avril 2014       | 508           | 1.75     |
| Les 4 derniers candidats sont réunis pour choisir un butin et c'est celui-ci qui donnera qu'est-ce que le candidat doit aller chercher, et c'est Zoé qui gagne l'immunité, Steph doit aller chercher un diamant mais celui-ci est collé à la dent de Rex, malgré ses tentatives il échoue, Mal ne parvient pas lui aussi à trouver l'objet, Joëlle à quant à elle été éliminée pour avoir remplacé la peinture marron de son tableau par de la crotte d'ours, Zoé avait quant à elle le choix d'éliminer n'importe qui, et c'est Steph qui a été choisi car elle voulait affronter Michel en finale afin d'être sûre de sa véritable identité. |    |                                                        |                                 |          |                      |                      |                     |               |          |
| 104 | 13 | Le Sinistre final The Final Wreck-ening                | Alex Ganetakos                  |          | 3 décembre 2013      | 27 mars 2014         | 17 avril 2014       | 508           | 1.84     |
| Pour le défi final, il va falloir traverser quatre niveaux, le premier est remplie de déchets toxiques, le deuxième est rempli de lave, le troisième est un lac remplie de créatures dangereuses, et le quatrième (ce que Louis ne dit pas ou presque) est surveillé par le Chef, pour cela, Joëlle et Cameron éliminés aideront Zoé, à gagner le million, Alessandro et Marilou aideront Michel, peu après, Michel possédé parvient finalement à vaincre Mal et redevient Michel, les candidats s'embrassent même, mais Louis qui en a assez a décidé que n'importe qui remporterait le million, après d'avoir franchi les trois niveaux, Michel et Zoé se retrouvent face au Chef... - Fin américaine () : Zoé distraira le Chef et son lance-roquettes à spaghettis, ce qui permettra à Michel de retirer l'épée du socle et de remporter le jeu, ce dont elle le félicitera. - Fin française () : Michel distraira le Chef mais est frappé par le lance-roquette du Chef, ce qui permet à Zoé de retirer l'épée de la pierre et de gagner le million. L'île coulera ensuite à cause de l'éruption du volcan, et Louis se demande à quoi ressemblera île de la sixième saison. |    |                                                        |                                 |          |                      |                      |                     |               |          |

### Anecdotes
- Joëlle parvient pour la deuxième fois en quatre participations à accéder au carré final.
- Zoé se distingue en tant que meilleure candidate de la saison, totalisant cinq victoires lors des épreuves.

### Classement
| Place | Nom          | Équipe                 |              | Épisode                     | Raisons de l'élimination | Statut des équipes     |
| ----- | ------------ | ---------------------- | ------------ | --------------------------- | --- | ---------------------- |
| 14e   | Tania        | Les Hamsters héroïques | Éliminée     | Héros contre vilains        | Elle a été désignée par son équipe pour conduire la poussette mais elle s'est révélée être très lente et a causé la défaite de son équipe. Elle a également voté contre elle-même, car même pour un million, elle ne voulait pas être torturée. | Équipes non-fusionnées |
| 13e   | Dutonnerre   | Les Méchants Vautours  | Éliminé      | Peur maléfique              | Il n'a pas compté la petite pièce du puzzle à droite, et a causé le retard de son équipe. Il a également agacé tout le monde avec son obsession pour ses muscles. | Équipes non-fusionnées |
| 12e   | Jo           | Les Méchants Vautours  | Éliminée     | L'Attaque des sangsues      | Elle était trop autoritaire dans l'épisode, elle n'a pas réussi à impressionner Marilou, a tiré accidentellement sur Steph, privant ainsi son équipe d'un membre, et a fait perdre le défi aux Vautours après avoir été battue par Zoé. | Équipes non-fusionnées |
| 11e   | Sam          | Les Hamsters héroïques | Éliminé      | Bataille de bouffe          | Il a triché lors du défi pour avoir des provisions de pancakes lorsqu'il reviendrait sur l'île de la mort, mais dès qu'il a été pris, il a fait perdre son équipe, causant la déception de ses coéquipiers qui l'ont éliminé. | Équipes non-fusionnées |
| 10e   | Marilou      | Les Méchants Vautours  | Éliminée     | La Chasse aux œufs          | Elle avait trouvé la statuette d'invincibilité et a persuadé toute son équipe d'éliminer Alessandro, mais ayant vu Marilou la cacher, Alessandro a volé la statue et a voté contre elle. Tout le monde a voté contre Alessandro, mais grâce à la statuette d'invincibilité, les votes ont été nuls et seul son vote contre Marilou a compté. Marilou revient dans l'épisode "Le Sinistre final" en étant dans l'équipe de Michel. | Équipes non-fusionnées |
| 9e    | Sarah-Laurie | Les Hamsters héroïques | Éliminée     | Coups bas                   | Son équipe ayant perdu le défi, les Vautours ont eu la possibilité d'éliminer le Hamster de leur choix et ont décidé de sortir Sarah-Laurie parce qu'elle était devenue folle à cause du fait que Jordi ne soit pas présent et que Cameron en avait assez qu'elle le prenne pour Jordi. | Équipes non-fusionnées |
| 8e    | Hugo         | Les Hamsters héroïques | Disqualifié  | Régates explosives          | Lors du défi, le Chef a lancé un bâton de dynamite à Hugo, mais ce dernier l'a attrapé, s'est dirigé vers la maison de Louis et l'a fait exploser pour montrer à tout le monde qu'il était toujours méchant, lors de la cérémonie du feu de camp, Louis le disqualifie et appelle la police, Hugo est content de retourner au centre mais Louis lui annonce que la maison qu'il a détruite était d'une valeur inestimable et qu'il sera incarcéré derrière des vrais barreaux car la maison qu'il l'a détruite était une propriété privée. | Équipes fusionnées     |
| 7e    | Cameron      | Les Méchants Vautours  | Abandon      | À la recherche de Louis     | Il a voulu distraire Ezékiel pour que Joëlle gagne le défi, mais Ezékiel avait volé le lance-roquettes à spaghetti du chef puis a tiré et a fait tomber le plafond de la grotte qui a écrasé Cameron. Il a dû quitter le jeu à la suite de ses blessures. Cameron revient dans l'épisode "Le Sinistre final" en étant dans l'équipe de Zoé | Équipes fusionnées     |
| 6e    | Alessandro   | Les Méchants Vautours  | Éliminé      | Course à obstacle infernale | Malthus, la personnalité démoniaque de Michel a convaincu tout le monde de l'éliminer car il avait découvert son secret et avait des preuves. Alessandro revient dans l'épisode « Le Sinistre final » en étant dans l'équipe de Michel. | Équipes fusionnées     |
| 5e    | Audrey       | Les Méchants Vautours  | Éliminée     | Un sundae au goût douteux   | Malthus a montré aux autres candidats la liste des éliminations d'Audrey donc plus personne ne lui faisait confiance. Audrey a voulu se réconcilier avec Joëlle mais cette dernière lui a imposé un deal pour prouver qu'elle était digne de confiance : voter contre elle-même si elle ne gagnait pas l'immunité. Ne l'ayant pas gagné, son vote, en plus de ceux de Malthus et de Steph, l'ont poussé à la sortie. | Équipes fusionnées     |
| 4e    | Joëlle       | Les Méchants Vautours  | Disqualifiée | La Chasse au butin          | Elle a été directement éliminée par Louis pour avoir sans le vouloir remplacé la peinture marron de son tableau par de la crotte d'ours. Joëlle revient dans l'épisode " Le Sinistre final " en étant dans l'équipe de Zoé. | Équipes fusionnées     |
| 3e    | Steph        | Les Méchants Vautours  | Éliminé      | La Chasse au butin          | Il a été éliminé par Zoé car elle voulait affronter Michel en finale afin d'être sûre de sa véritable identité. | Équipes fusionnées     |
| 2e    | Zoé          | Les Hamsters héroïques | Deuxième     | Le Sinistre final           | Elle était prise pour cible par le chef ce qui a laissé profiter à Michel pour retirer l'épée de la pierre. Fin Alternative : Elle a profité de ce que Michel a été touché par le chef pour retirer l'épée de la pierre. | Équipes fusionnées     |
| 1re   | Michel       | Les Hamsters héroïques | Vainqueur    | Le Sinistre final           | Il a profité de ce que le chef se focalise sur Zoé pour retirer l'épée de la pierre. Fin Alternative : Il a été frappé par le lance-roquette à spaghetti du chef après avoir vaincu Malthus et Zoé en a profité pour retirer l'épée de la pierre. | Équipes fusionnées     |

### Bilan par épisode
| Épisode     | Diffusion         | Épreuves               |              | Conseil | Conseil |
| Épisode     | Diffusion         | Immunité               | Éliminé(s)   | Votes   |         |
| ----------- | ----------------- | ---------------------- | ------------ | ------- | ------- |
| 1re épisode | 10 septembre 2013 | Les Méchants Vautours  | Tania        | 7-0     |         |
| 2e épisode  | 17 septembre 2013 | Les Hamsters héroïques | Dutonnerre   | 6-1     |         |
| 3e épisode  | 24 septembre 2013 | Les Hamsters héroïques | Jo           | 5-1     |         |
| 4e épisode  | 1er octobre 2013  | Les Méchants Vautours  | Sam          | 4-2     |         |
| 6e épisode  | 15 octobre 2013   | Les Hamsters héroïques | Marilou      | 5-1     |         |
| 7e épisode  | 22 octobre 2013   | Les Méchants Vautours  | Sarah-Laurie | 5-0     |         |
| 8e épisode  | 29 octobre 2013   | Alessandro             | Hugo         | /       |         |
| 8e épisode  | 29 octobre 2013   | Alessandro             | Cameron      | 7-0     |         |
| 9e épisode  | 5 novembre 2013   | Joëlle                 | Cameron      | /       |         |
| 10e épisode | 12 novembre 2013  | Zoé                    | Alessandro   | 5-1     |         |
| 11e épisode | 19 novembre 2013  | Zoé                    | Audrey       | 3-2     |         |
| 12e épisode | 26 novembre 2013  | Zoé                    | Joëlle       | /       |         |
| 12e épisode | 26 novembre 2013  | Zoé                    | Steph        | /       |         |
| FINALE      | FINALE            | FINALE                 | GAGNANT      | GAGNANT |         |
| 13e épisode | 3 décembre 2013   | Michel                 | Michel       | Michel  |         |

### Détails des votes
|              | Équipes initiales | Équipes initiales | Équipes initiales | Équipes initiales | Équipes initiales | Équipes initiales | Équipes initiales | Équipe réunifiée | Équipe réunifiée | Équipe réunifiée | Équipe réunifiée | Équipe réunifiée | Équipe réunifiée | Équipe réunifiée | Équipe réunifiée | Équipe réunifiée | Équipe réunifiée | Équipe réunifiée | Équipe réunifiée | Équipe réunifiée | Équipe réunifiée | Équipe réunifiée |
| ------------ | ----------------- | ----------------- | ----------------- | ----------------- | ----------------- | ----------------- | ----------------- | ---------------- | ---------------- | ---------------- | ---------------- | ---------------- | ---------------- | ---------------- | ---------------- | ---------------- | ---------------- | ---------------- | ---------------- | ---------------- | ---------------- | ---------------- |
| ► Épisode    | 1                 | 2                 | 3                 | 4                 | 5                 | 6                 | 7                 | 8                | 8                | 9                | 10               | 11               | 12               | 12               | 13               |                  |                  |                  |                  |                  |                  |                  |
| ► Éliminé    | Tania             | Dutonnerre        | Jo                | Sam               |                   | Marilou           | Sarah-Laurie      | Hugo             |                  | Cameron          | Alessandro       | Audrey           | Joëlle           | Steph            | Zoé              |                  |                  |                  |                  |                  |                  |                  |
| ► Votes      | 7/7               | 6/7               | 5/6               | 4/6               | 1/6               | 5/5               | 0                 | 0                | 5/6              | 3/5              | 0                | 1/1              | 0                |                  |                  |                  |                  |                  |                  |                  |                  |                  |
| ▼ Candidats  | Votes             | Votes             | Votes             | Votes             | Votes             | Votes             | Votes             | Votes            | Votes            | Votes            | Votes            | Votes            | Votes            | Votes            | Votes            | Votes            | Votes            | Votes            | Votes            | Votes            | Votes            | Votes            |
| Michel       | Tania             |                   |                   | Sam               |                   |                   |                   |                  | Cameron          |                  | Alessandro       | Audrey           |                  |                  | Gagnant          |                  |                  |                  |                  |                  |                  |                  |
| Zoé          | Tania             |                   |                   | Sam               |                   |                   |                   |                  | Cameron          |                  | Alessandro       | Steph            |                  | Steph            | Deuxième         |                  |                  |                  |                  |                  |                  |                  |
| Steph        |                   | Dutonnerre        | Jo                |                   |                   | Alessandro        | Sarah-Laurie      |                  | Cameron          |                  | Alessandro       | Audrey           |                  |                  |                  |                  |                  |                  |                  |                  |                  |                  |
| Joëlle       |                   | Dutonnerre        | Jo                |                   |                   | Alessandro        | Sarah-Laurie      |                  | Cameron          |                  | Alessandro       | Steph            |                  |                  |                  |                  |                  |                  |                  |                  |                  |                  |
| Audrey       | Tania             |                   |                   |                   |                   | Alessandro        | Sarah-Laurie      |                  | Cameron          |                  | Alessandro       | Audrey           |                  |                  |                  |                  |                  |                  |                  |                  |                  |                  |
| Alessandro   |                   | Dutonnerre        | Jo                |                   |                   | Marilou           | Sarah-Laurie      |                  | Cameron          |                  | Michel           |                  |                  |                  |                  |                  |                  |                  |                  |                  |                  |                  |
| Cameron      | Tania             |                   |                   | Sarah-Laurie      |                   | Alessandro        | Sarah-Laurie      |                  | Cameron          |                  |                  |                  |                  |                  |                  |                  |                  |                  |                  |                  |                  |                  |
| Hugo         |                   | Dutonnerre        | Jo                | Sam               |                   |                   |                   |                  |                  |                  |                  |                  |                  |                  |                  |                  |                  |                  |                  |                  |                  |                  |
| Sarah-Laurie | Tania             |                   |                   | Sam               |                   |                   |                   |                  |                  |                  |                  |                  |                  |                  |                  |                  |                  |                  |                  |                  |                  |                  |
| Marilou      |                   | Dutonnerre        | Jo                |                   |                   | Alessandro        |                   |                  |                  |                  |                  |                  |                  |                  |                  |                  |                  |                  |                  |                  |                  |                  |
| Sam          | Tania             |                   |                   | Sarah-Laurie      |                   |                   |                   |                  |                  |                  |                  |                  |                  |                  |                  |                  |                  |                  |                  |                  |                  |                  |
| Jo           |                   | Dutonnerre        | Marilou           |                   |                   |                   |                   |                  |                  |                  |                  |                  |                  |                  |                  |                  |                  |                  |                  |                  |                  |                  |
| Dutonnerre   |                   | Jo                |                   |                   |                   |                   |                   |                  |                  |                  |                  |                  |                  |                  |                  |                  |                  |                  |                  |                  |                  |                  |
| Tania        | Tania             |                   |                   |                   |                   |                   |                   |                  |                  |                  |                  |                  |                  |                  |                  |                  |                  |                  |                  |                  |                  |                  |

#### Candidats ayant échappé à l'élimination
| Place | Nom        | Équipe                 | Type d'élimination | Épisode            | Raisons de l'élimination | Statut des équipes     |
| ----- | ---------- | ---------------------- | ------------------ | ------------------ | --- | ---------------------- |
| 11e   | Sam        | Les Méchants Vautours  | Votes              | Bataille de bouffe | Sam a triché lors du défi pour avoir des provisions de pancakes lorsqu'il reviendrait sur l'île de la mort, mais dès qu'il a été pris, il a fait perdre son équipe, causant la colère de ses coéquipiers qui l'ont éliminé. | Équipes non-fusionnées |
| 10e   | Cameron    | Les Hamsters Héroïques | Abandon            | Folie lunaire      | Cameron s'est proposé pour être le prochain à être éliminé car il ne pouvait plus supporter Sarah-Laurie qui le prenait pour Jordi, mais au lieu de cela, Louis a préféré le faire changer d'équipe. | Équipes non-fusionnées |
| 9e    | Alessandro | Les Méchants Vautours  | Votes              | La Chasse aux œufs | Marilou avait trouvé la statuette d'invincibilité et a persuadé toute son équipe d'éliminer Alessandro, mais l'ayant vu la cacher, Alessandro a volé la statue et a voté contre elle. Tout le monde a voté contre Alessandro, mais grâce à la statuette d'invincibilité, les votes ont été nuls et seul son vote contre Marilou a compté. Marilou revient dans l'épisode " Le Sinistre final" en étant dans l'équipe de Michel. | Équipes non-fusionnées |
| 7e    | Cameron    | Les Méchants Vautours  | Votes              | Régates explosives | Michel alias Mal a trafiqué les votes pour que Cameron soit éliminé, mais à la suite de la disqualification d'Hugo qui a détruit la maison de Louis et qui doit aller en prison, Cameron échappe ainsi à un tête d'être invité dans la chasse d'eau de la honte. | Équipes fusionnées     |